# تاريخ جاكارتا

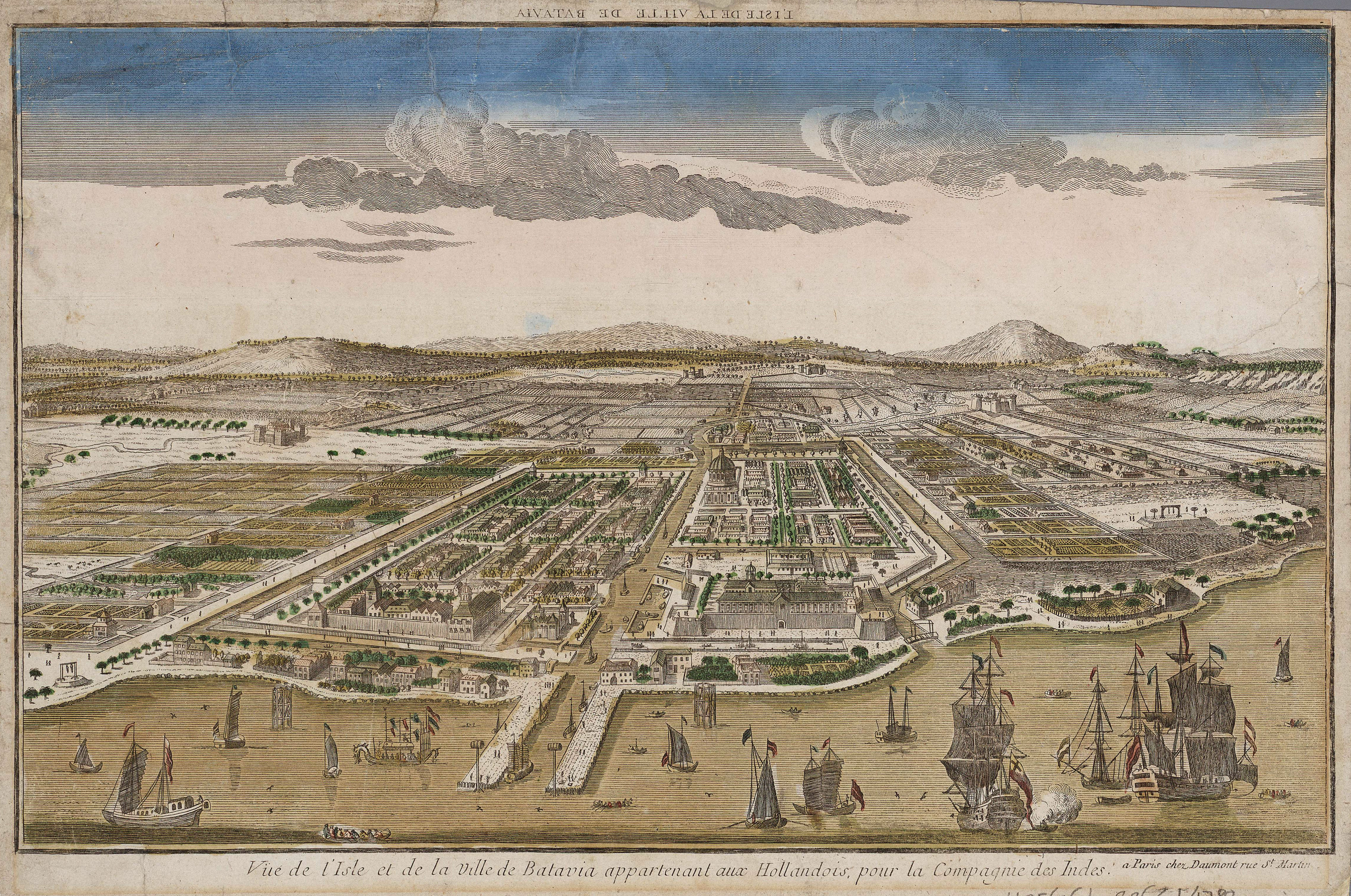
صورة باتافيا، عاصمة الهند الشرقية الهولندية في ما هو الآن شمال جاكرتا، حوالي 1780

جاكارتا هي عاصمة إندونيسيا وأكبر مدنها. تقع على مصب نهر تشي ليونغ، في الجزء الشمالي الغربي من جزيرة جاوة، وقد استقرت المنطقة منذ فترة طويلة مستوطنة بشرية. تعود الأدلة التاريخية لجاكرتا إلى القرن الرابع الميلادي، عندما كانت مستوطنة وميناء هندوسي. تم تداول الحكم بالمدينة بالتسلسل من قبل مملكة تارومانيجارا الهندية ثم مملكة سوندا الهندوسية ثم سلطنة بنتن المسلمة ثم الاحتلال الهولندي ثم الياباني وصولا لجمهورية إندونيسيا. شَيدت شركة الهند الشرقية الهولندية المنطقة قبل أن تستولى عليها إمبراطورية اليابان خلال الحرب العالمية الثانية وأصبحت مستقلة أخيرًا كجزء من إندونيسيا.

## بدايات جاكرتا
بدأ تاريخ جاكرتا في 22 يونيه سنة 1527هـ، حيث تم فتح هذه المدينة على يد قائد من قواد مملكة ديماك الإسلامية في جاوا الوسطى، وكان السبب في فتح هذه المدينة تآمر ملك باجاجاران البوذي مع البرتغال الذين احتلوا ملقا، وأصبحوا يهددون الدول الإسلامية كسومطرة، وجاوا، وجزر مالوكو.
جاكرتا معروفة بعدة أسماء. سميت سوندا كيلابا خلال فترة مملكة سوندا باسم جاياكرتا وجاجاكارتا وجاكاترا (Jayakarta-Djajakarta-Jacatra) خلال فترة قصيرة من سلطنة بنتن. بعد ذلك، تطورت جاكرتا على ثلاث مراحل. تطورت «المدينة القديمة»، القريبة من البحر في الشمال، بين عامي 1619 و 1799 خلال عصر شركة الهند الشرقية الهولندية. تطورت «المدينة الجديدة» إلى الجنوب بين عامي 1809 و 1942 بعد أن استولت الحكومة الهولندية على باتافيا من شركة الهند الشرقية الهولندية الفاشلة الذي انتهى ميثاقها عام 1799. والثالثة هي تطوير جاكرتا الحديثة منذ إعلان الاستقلال في عام 1945. تحت حكم الاحتلال الهولندي كانت تعرف باسم باتافيا (1619–1949)، وكانت جاكارتا أو جاكرتا أثناء الاحتلال الياباني والفترة الحديثة.

## الممالك المبكرة (القرن الرابع الميلادي)

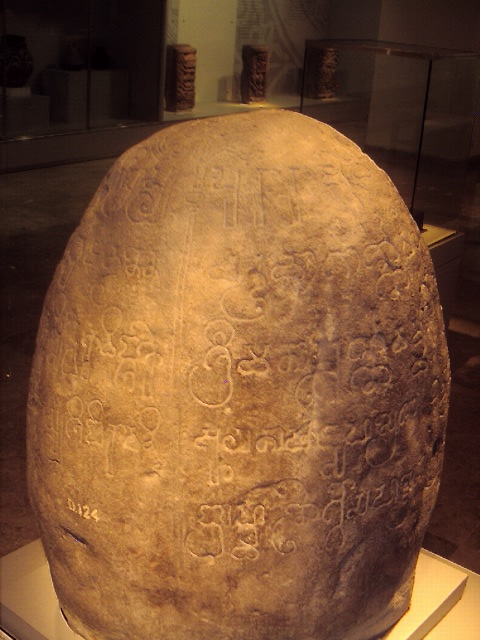
نقش توغو من القرن الخامس شمال جاكرتا

كانت المنطقة الساحلية وميناء جاكرتا في شمال جاوة الغربية موقعًا للمستوطنة البشرية منذ ثقافة بوني في القرن الرابع قبل الميلاد. أقدم سجل تاريخي تم اكتشافه في جاكرتا هو نقش توغو، الذي تم اكتشافه في قرية توغو، شمال جاكرتا. وهو من أقدم النقوش في التاريخ الإندونيسي. كانت المنطقة جزءًا من مملكة تاروماناجارا الهندية.
في عام 397 م، أسس الملك بورناورمان سوندا بورا، الواقعة على الساحل الشمالي لجاوة الغربية، كعاصمة جديدة للمملكة. على الأرجح كانت عاصمة مملكة تاروماناجارا تقع في مكان ما بين منطقة توغو شمال جاكرتا ومنطقة بيكاسي غرب جاوة. ترك بورناورمان سبعة حجارة تذكارية في جميع أنحاء المنطقة، بما في ذلك مقاطعات بنتن وجاوة الغربية الحالية، والتي تتكون من نقوش تحمل اسمه.

## مملكة سوندا (669–1527)

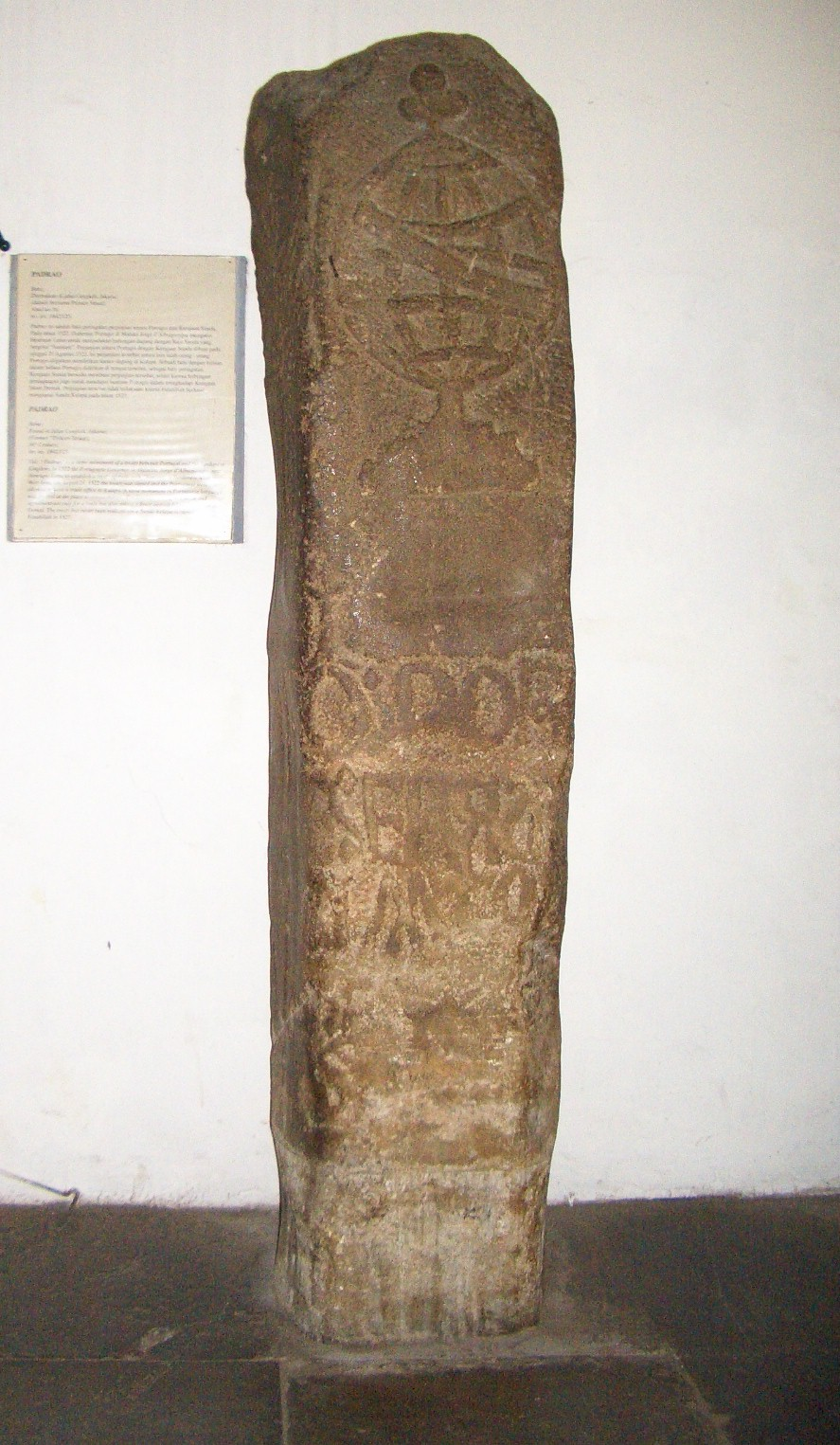
بيدراو سوندا كيلابا (1522)، عمود حجري يوثق الاتفاق بين مملكة سوندا والبرتغال، المتحف الوطني الإندونيسي، جاكرتا.

بعد تراجع قوة تاروماناجارا، أصبحت أراضيها جزءًا من مملكة سوندا الهندوسية. كانت ميناء استراتيجي للمملكة وتم تسميتها «سوندا كيلابا» أو كيلابا وتعني (جوز الهند) كما هو مذكور بالأدب السونداني القديم، خدم الميناء بكوان باججران (حاليا بوكور)، عاصمة مملكة سوندا.
في القرن الثاني عشر الميلادي كانت المدينة ميناء ومركز تجاري كبير للتوابل حتى اطلقوا عليها «منفذ الفلفل المزدحم»، حيث كانت تأتي السفن من الصين واليابان وجنوب الهند والشرق الأوسط في هذا الميناء وهي تحمل سلع مثل الخزف والقهوة والحرير والقماش والعطور والخيول والنبيذ والأصباغ ليتم استبدالها بالتوابل حيث كانت التوابل سلعة تجارية هامة في ذلك الوقت، وبحلول القرن الرابع عشر، أصبحت سوندا كيلابا ميناء تجاريًا رئيسيًا للمملكة.
في عام 1522، حصل البرتغاليون على اتفاق سياسي واقتصادي مع مملكة سوندا (حاكمة الميناء) -وتم توثيق الاتفاق على عمود حجري "Luso-Sundanese padrão"- وذلك لدعم مملكة سوندا وتقديم المساعدة العسكرية ضد تهديد سلطنة ديماك الإسلامية الصاعدة في جزيرة جاوة، وفي المقابل منح ملك سوندا برابو سوراويسيسا في ذلك الوقت البرتغاليين حرية الوصول إلى تجارة الفلفل. البرتغاليون الذين كانوا في خدمة الملك جعلوا منازلهم في سوندا كيلابا.

## سلطنة بنتن (1527–1619)

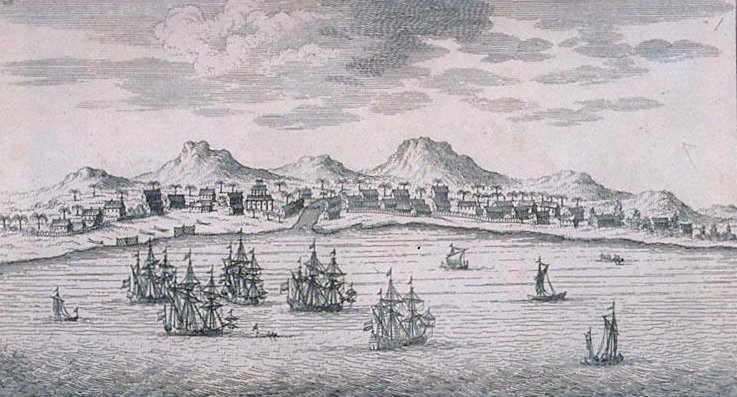
جاياكارتا عام 1605 قبل إنشاء باتافيا.

لمنع حصول البرتغاليين على موطئ قدم في جاوة، هاجم القائد فتح الله، لمصلحة سلطنة ديماك، البرتغاليين في سوندا كيلابا في 1527م بجيش مشترك مع سلطنة سيربون بقيادة الأمير حسن بن السلطان شريف هدايت الله ونجح في غزو الميناء في 22 يونيو، وبعد ذلك تمت إعادة تسمية سوندا كيلابا وأصبح اسمها جاياكارتا والتي تعني (مدينة النصر). أصبح الميناء فيما بعد جزءًا من سلطنة بنتن الواقعة غرب جاياكرتا ويحكمها السلطان حسن.[وصلة مكسورة]
بحلول أواخر القرن السادس عشر، كانت جاياكارتا تحت حكم سلطنة بانتن. أنشأ أحد أمراء سلطنة بنتن المدينة كمستوطنة على الضفاف الغربية لنهر تشي ليونغ، وأقام موقعًا عسكريًا للسيطرة على الميناء عند مصب النهر.

## باتافيا الهولندية (1610-1942)

### شركة الهند الشرقية الهولندية (1610-1800)
بدأ النشاط التجاري الهولندي في الهند الشرقية عام 1595. على مدى السنوات الـ 25 التالية، كان هناك خلاف بين الهولنديين والبريطانيين من ناحية، وبين سلطنة بنتن وأمير جاياكارتا من ناحية أخرى.
في عام 1602، منحت الحكومة الهولندية احتكارًا للتجارة الآسيوية لشركة شركة الهند الشرقية الهولندية. في عام 1603، تم إنشاء أول مركز تجاري هولندي دائم في إندونيسيا في بنتم أو بنتن، جاوة الغربية. في عام 1610، منح أمير جاياكارتا الإذن للتجار الهولنديين لبناء مخازن ومنازل على الضفة الشرقية لنهر تشي ليونغ، مقابل جاياكارتا. تأسست هذه البؤرة الاستيطانية عام 1611.

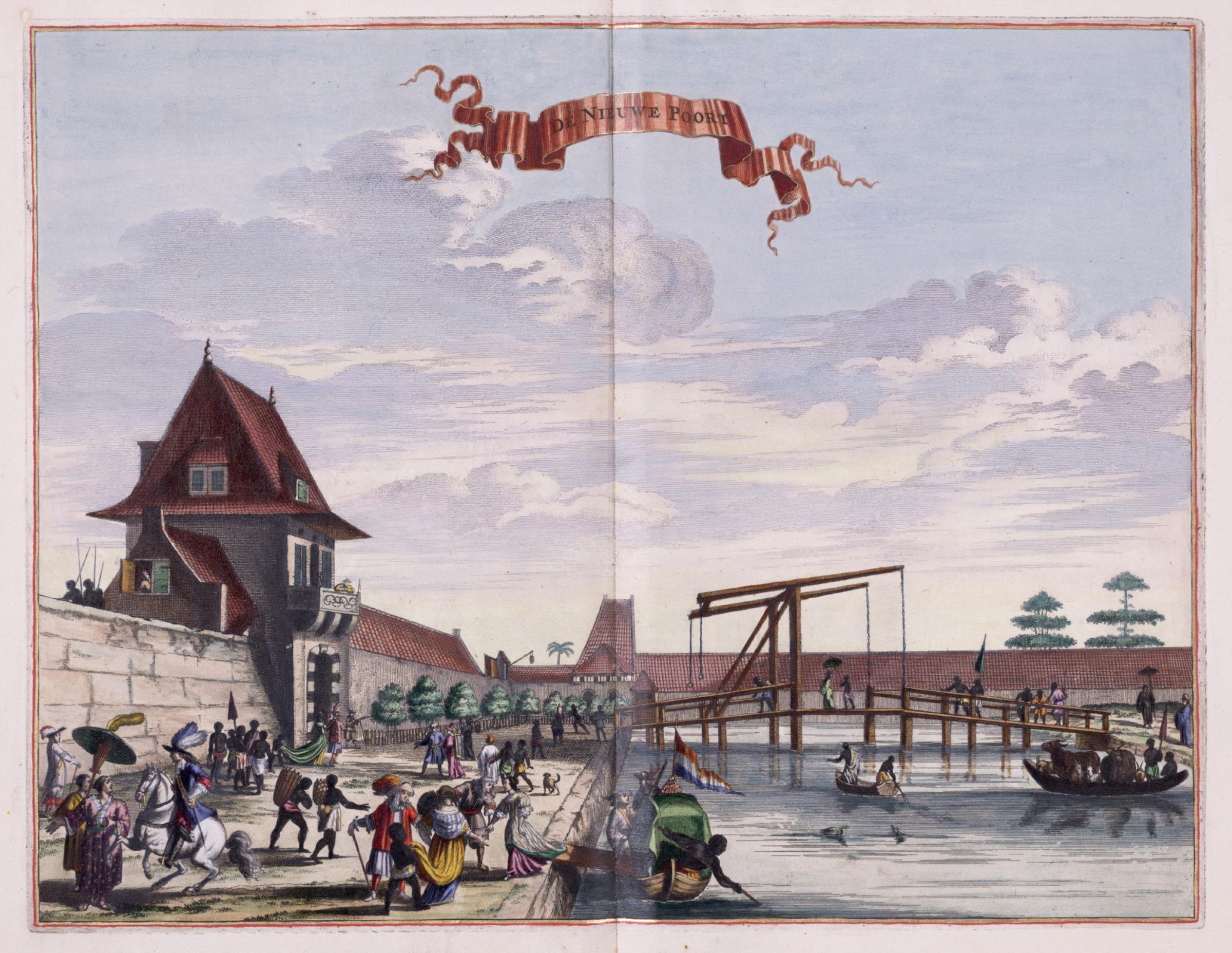
باتافيا في عام 1682

في نهاية المطاف في عام 1619، قام الهولنديون بالتدخل عسكريًا في جاياكارتا، حيث سيطروا على الميناء بعد تدمير المدينة الموجودة. تم تسمية المدينة الجديدة التي تم بناؤها على الموقع رسميًا باسم باتافيا في 18 يناير 1621، باتافيا أصبحت تحت سيطرة الحاكم العام في باتافيا ومجلس إدارة في أمستردام خدم التجار الهولنديين في المنطقة، في الغالب تجارة التوابل بين أوروبا وجزر الملوك. المركز الإداري لهذه المدينة الجديدة هو قلعة باتافيا. خلال عصر شركة الهند الشرقية الهولندية تكونت باتافيا من المدينة المسورة والميناء القديم في سوندا كيلابا والحي الصيني في جلودوك.
كانت باتافيا تحت سيطرة شركة الهند الشرقية الهولندية حتى أفلست الشركة وانتهى ميثاقها في عام 1799.

### الهند الشرقية الهولندية (1800-1942)
بعد أن أفلست شركة الهند الشرقية الهولندية وتم حلها في عام 1800، قامت الجمهورية الباتافية بتأميم ديونها وممتلكاتها، لتوسيع جميع مطالبات شركة الهند الشرقية الهولندية الإقليمية إلى مستعمرة كاملة تسمى الهند الشرقية الهولندية. تطورت باتافيا من كونها موقع المقر الإقليمي للشركة إلى عاصمة المستعمرة الهولندية. توسعت المدينة تدريجيًا إلى الجنوب. وتم عمل تطويرات عدة بالمنطقة.

## الاحتلال الياباني (1942-1945)
في 5 مارس 1942، سقطت باتافيا أمام اليابانيين. استسلم الهولنديون رسميًا لقوات الاحتلال اليابانية في 9 مارس 1942، وتم نقل حكم المستعمرة إلى اليابان. تمت إعادة تسمية المدينة جاكرتا (رسميًا ジ ャ カ ル タ 特別 市 Jakaruta tokubetsu-shi ، بلدية جاكرتا الخاصة، وفقًا للوضع الخاص الذي تم تعيينه للمدينة).

## عصر الثورة الوطنية (1945-1949)
بعد انهيار اليابان عام 1945، مرت المنطقة بفترة انتقالية واضطراب خلال الصراع الوطني الإندونيسي من أجل الاستقلال. أثناء الاحتلال الياباني ومن وجهة نظر القوميين الإندونيسيين الذين أعلنوا الاستقلال في 17 أغسطس 1945، تم تغيير اسم المدينة إلى جاكرتا. بعد الحرب، تم الاعتراف بالاسم الهولندي باتافيا دوليًا حتى تم تحقيق الاستقلال الإندونيسي الكامل في 27 ديسمبر 1949 وأعلنت جاكرتا رسميًا العاصمة الوطنية لإندونيسيا. واعترف الهولنديون بإندونيسيا كدولة مستقلة ودولة اتحادية ذات سيادة تحت اسم «جمهورية الولايات المتحدة الإندونيسية».

## عاصمة دولة إندونيسيا
بعد الاعتراف بالسيادة الإندونيسية في 27 ديسمبر 1949، في مارس 1950، تمت زيادة حجم جاكرتا من 182 كيلومتر مربع إلى 530 كيلومتر مربع.